# Esteban II Ghattas
Esteban II Ghattas C.M. (16 de enero de 1920 - 20 de enero de 2009). Fue Patriarca emérito de Alejandría de los Coptos y cardenal de la Iglesia romana. Además, fue miembro de la Congregación de la Misión (Paúles).

## Biografía
Nació el 16 de enero de 1920 en Cheick Zein-el-Dine, eparquía de Suhag (Egipto), recibiendo el nombre de Andraos (Andrés) en su bautismo. A la edad de 9 años ingresa en el seminario menor de El Cairo.
Elegido Obispo de Tebas - (Luxor de los Coptos) el 8 de  mayo de 1967. Fue consagrado el 9 de junio de 1967 por el Patriarca predecesor, Esteban I Sidarouss. Elegido el 9 de junio de 1986 Patriarca de Alejandría de los coptos, el 23 de junio del mismo año Juan Pablo II le concedió la ecclesiástica communio.
Juan Pablo II lo elevó al rango de Cardenal obispo en el consistorio del 21 de febrero de 2001. Esteban II no pudo entrar en el cónclave de 2005, donde salió elegido Benedicto XVI, por razones de edad.
El 27 de marzo de 2006 el Sínodo de la Iglesia católica copta aceptó la renuncia al Patriarcado. Desde entonces vivía en la Residencia Sacerdotal de San Esteban, en El Cairo. Falleció el 20 de enero de 2009, en El Cairo, a los 89 años de edad (56 años en la Congregación de la Misión).
| Predecesor: Esteban I Sidarouss | Patriarca de Alejandría de los coptos 1986 - 2006 | Sucesor: Antonios Naguib |